# ダンデライオン (go!go!vanillasの曲)
「ダンデライオン」は、日本のロック・バンド・go!go!vanillasが2025年7月23日にIRORI Recordsより配信リリースした楽曲である。

## 概要
前作『Lab.』以来およそ8か月ぶりとなる新曲で、「Persona」以来9ヶ月ぶりの配信シングル。
テレビアニメ『SAKAMOTO DAYS』第2クールのエンディング・テーマとなっている。
ジャケットアートワークは、アニメの主人公である坂本が家族と手を繋いで歩くイラストが使用されており、歌詞に登場する「影法師」というフレーズにちなんで、描かれた坂本の影が殺し屋時代の坂本の影になっている。
テレビアニメのエンディングテーマを担当するのはバンドとして2回目である。
本楽曲のアニメエンディングテーマ起用に際して、牧は以下のようにコメントした。
| 「                       | 僕の幼少期から今日まで人生の生き方を教えてくれたバイブル少年ジャンプ。そのジャンプの中で心沸き立つバトルシーン、グッとくる個性的なキャラクターと言葉。オールドスクールの素晴らしさを保ちながら革新でぶん殴ってくれる鈴木祐斗先生には感謝しかありません。 そんな中この作品を愛するファンの一人としてこのような機会を頂き本当に嬉しかったです。 エンディングテーマ「ダンデライオン」は坂本の殺し屋としての動の部分では無く、闘いを終え家路に着く静の安寧と代償に目を向けて作り上げました。 第2クールは僕の好きなORDERもやばいので楽しみです。是非沢山聴いてください。 | 」 |
| —牧達弥 (go!go!vanillas) | |    |

### リリース
2025年6月15日、TVアニメ『SAKAMOTO DAYS』第2クールのメインPV第2弾の公開に合わせて、本楽曲がアニメのエンディングテーマに決定したことが発表され、ロンドンにて撮影された新たなアーティスト写真が公開された。
7月3日、本楽曲を7月23日に配信リリースすることが発表され、同時にアートワークも公開された。
7月7日に放送された『SAKAMOTO DAYS』の特別番組「第2クール直前！制作現場潜⼊取材SP」にて本楽曲が起用されたアニメのノンクレジットエンディング映像が公開された。

## 楽曲解説
1. ダンデライオン (03:58)
作詞・作曲：牧達弥
編曲：go!go!vanillas、井上惇志[4]
  - テレビアニメ『SAKAMOTO DAYS』第2クールエンディングテーマとして書き下ろされた楽曲[7]。
  - タンポポを意味する「ダンデライオン」というタイトルにはさまざまな意味が込められている[10]。アニメの主人公である坂本の家族の名前が花の名前であること、タイトルにに含まれる「ライオン」という言葉が坂本の強さにリンクするように思われたこと、タンポポの花言葉が「永遠の愛」「幸せ」であること、またタンポポが綿毛になると花言葉が「別れ」「今までの自分との決別」という真逆の意味に変わることが坂本にリンクするように思われたことなどからこのタイトルに決めたと牧は発言している[10]。
  - 作品サイドからは、楽曲のテーマとして「主人公である坂本が戦いから帰る場所・解放された瞬間」がテーマとして掲示されており、それをもとに牧が考えた坂本自身の視点で歌詞が書かれている[10]。
  - サビの最後のフレーズである「僕らのデイズ」というフレーズはアニメのタイトルにちなんで「SAKAMOTO DAYS」にするか悩んでいたという[10]。
  - 牧曰く、この曲は1980年代のディスコのエッセンスを取り入れ、「派手ではないが耳に残る曲」を意識して製作したとのこと[4]。
  - 2025年7月に開催されたgo!go!vanillasの北海道ツアー「First Lab. TOUR」にて本楽曲が初披露された。

## 参加ミュージシャン
go!go!vanillas
- 牧達弥（ボーカル・ギター・プログラミング）
- 柳沢進太郎（ギター・ボーカル）
- 長谷川プリティ敬祐（ベース）
- ジェットセイヤ（ドラムス）

Additional Musicians
- 井上惇志（キーボード・プログラミング）
- Takumadrops（シンセサイザー）
- 山田丈造（トランペット）

## タイアップ
- テレビアニメ『SAKAMOTO DAYS』第2クールエンディングテーマ[7]